# Brana (fisica)
Nella teoria delle stringhe, la brana (in inglese brane) è la generalizzazione della nozione di particella puntiforme: laddove la particella puntiforme ha zero dimensioni, la brana è un'entità elementare che può avere qualsiasi numero di dimensioni. È un oggetto dinamico che si propaga nello spaziotempo, potenzialmente dotato di un'energia e di altre proprietà, come una carica elettrica. Il concetto di brana è centrale nella teoria delle stringhe, nella teoria M e nella teoria del mondo-brana.
Per indicare la dimensionalità della brana si scrive p-brana, dove p è il numero di dimensioni. In particolare:
- una 0-brana è priva di dimensione e corrisponde a una particella puntiforme;
- una 1-brana è monodimensionale e corrisponde a una stringa, che può essere aperta o chiusa;
- una 2-brana ha due dimensioni e corrisponde a una "membrana";
- e così di seguito. Ogni p-brana ha una linea di universo in (p +1)-dimensioni che si propaga attraverso lo spaziotempo.

## La teoria M
In fisica teorica, la teoria M è una teoria del tutto che combina le cinque teorie delle superstringhe e la supergravità a 11 dimensioni, descrivendo in un'unica cornice teorica le quattro interazioni fondamentali.
A seconda del substrato geometrico, la M-teoria è associata a differenti teorie di superstringa (in differenti substrati geometrici) e questi limiti sono in correlazione tra loro in base al principio della dualità. Due teorie fisiche si definiscono duali se hanno effetti fisici identici dopo che sono state applicate determinate trasformazioni matematiche. Ecco le principali caratteristiche delle teorie di stringa conosciute:
| Tipo     | Dimensioni | Dettagli |
| -------- | ---------- | --- |
| Bosonica | 26         | Solo bosoni, nessun fermione, quindi solo forze, niente materia, sia stringhe chiuse che aperte; incongruenza maggiore: una particella con massa immaginaria, chiamata tachione                                |
| I        | 10         | Supersimmetria tra forze e materia, con stringhe sia aperte che chiuse, nessun tachione, gruppo simmetrico SO(32)                                                                                              |
| IIA      | 10         | Supersimmetria tra forze e materia, solo stringhe chiuse, nessun tachione, fermioni privi di massa con spin in entrambe le direzioni (non-chirali)                                                             |
| IIB      | 10         | Supersimmetria tra forze e materia, solo stringhe chiuse, nessun tachione, fermioni privi di massa con spin in un'unica direzione (chirali)                                                                    |
| HO       | 10         | Supersimmetria tra forze e materia, solo stringhe chiuse, eterotiche, cioè le stringhe che si muovono verso destra differiscono da quelle che si muovono a sinistra, nessun tachione, gruppo simmetrico SO(32) |
| HE       | 10         | Supersimmetria tra forze e materia, solo stringhe chiuse, eterotiche, cioè le stringhe che si muovono verso destra differiscono da quelle che si muovono a sinistra, nessun tachione, gruppo simmetrico E8×E8  |

Un'evoluzione dello spazio-tempo di stringa può essere descritta matematicamente dalle funzioni come {\displaystyle X^{\mu }(\sigma ,\tau )} che rappresentano il modo in cui le coordinate {\displaystyle (\sigma ,\tau )} del piano bidimensionale della stringa variano nello spazio-tempo {\displaystyle X^{\mu }}. Una delle interpretazioni di questo risultato è che l'undicesima dimensione è sempre presente, ma invisibile, sia perché il suo raggio è proporzionale alla costante di accoppiamento della stringa, sia perché la teoria tradizionale perturbativa di stringa presume che sia infinitesimale. Un'altra interpretazione è che la dimensione non sia un concetto fondamentale della M-teoria.

## MT-teoria e brane
Proprio per via dell'aggiunta di un'ulteriore dimensione, la M-teoria comprende molto di più che le sole stringhe. Questa aggiunta permette l'esistenza di altri oggetti che vanno sotto il nome generico di p-brane, dove p sta ad indicare il numero di dimensioni proprie di ciascuna brana. Nella teoria delle superstringhe sono presenti oggetti di dimensioni ancora maggiori, sebbene il loro studio sia complicato a causa della loro natura non perturbativa. L'inclusione di queste nuove entità non rende, però, sbagliati i lavori precedentemente svolti, che di loro non tenevano conto: infatti, questi oggetti multidimensionali sono molto più massicci delle normali stringhe e possono, per questo motivo, essere ignorati, come hanno fatto inconsapevolmente i ricercatori, quando si ha solo a che fare con stringhe.
Le proprietà non perturbative fondamentali delle brane derivano da una loro classe speciale, chiamata brane di Dirichlet, in breve D-brane. Questa denominazione deriva dalle condizioni al contorno di Dirichlet, assegnate ai punti terminali delle stringhe aperte nelle superstringhe di tipo I. L'importanza di questi espedienti matematici si comprese poco dopo i lavori di Witten del 1995: fu Joseph Polchinski a scoprire che, in certe situazioni, particolari tipi di stringa non sarebbero stati in grado di muoversi in tutte le dimensioni a loro disposizione. Esse potevano essere immaginate come incapaci di staccarsi da certe regioni di spazio, sebbene perfettamente libere di muoversi in esse. Per stessa intuizione di Polchinski, queste parti di spazio potevano essere esattamente delle D-brane e i calcoli dimostrarono l'esattezza di quest'ipotesi. Un'ulteriore conferma giunge dal fatto che stringhe aperte di tipo I possono avere il punto terminale che soddisfa anche la condizione al contorno di Neumann. In tali condizioni il punto terminale delle stringhe è libero di muoversi, ma nessun "momento" può fluttuare dentro o fuori la parte terminale della stringa. La T-dualità presuppone l'esistenza di stringhe aperte con posizioni fissate nelle dimensioni, che non sono altro che trasformazioni di tipo T. Generalmente, nelle teorie di tipo II si possono immaginare stringhe aperte con specifiche posizioni del punto terminale in qualcuna delle varie dimensioni: da ciò si deduce che esse devono terminare su una superficie preferenziale. Apparentemente questo fatto sembrerebbe rompere l'invarianza relativistica della teoria, introducendo un paradosso. Anche la dissoluzione di questo paradosso è affidata al fatto che le stringhe terminano su un oggetto dinamico p-dimensionale cioè la Dp-brana.
Ma non tutte le stringhe sono confinate su brane: l'esistenza di stringhe chiuse, riesce incredibilmente a spiegare anche la debolezza della gravità rispetto all'elettromagnetismo. Il problema viene risolto ponendo che di fatto esso non esiste: la gravità non è più debole dell'elettromagnetismo, ma semplicemente appare essere tale. Il motivo risiede proprio nelle stringhe chiuse: la particella elementare responsabile della forza gravitazionale, il gravitone, essendo corrispondente ad una stringa a loop, non è in alcun modo legato alla brana ed è per questo motivo che riesce a sfuggirle, facendo così sembrare meno intensa la forza di cui è mediatrice.
L'importanza delle D-brane deriva dal fatto che esse permettono di studiarne le eccitazioni utilizzando la rinormalizzazione bidimensionale della teoria quantistica dei campi della stringa aperta all'interno della teoria del volume universale non-rinormalizzabile delle D-brane stesse. In questo modo diviene possibile calcolare i fenomeni non-perturbativi usando metodi che invece lo sono. Molte delle p-brane precedentemente identificate sono D-brane. Altre sono correlate alle D-brane dalle simmetrie duali, così che anch'esse possono essere ricondotte sotto il controllo matematico. Sono state trovate numerose utili applicazioni delle D-brane, la più notevole delle quali è lo studio dei buchi neri. Andrew Strominger e Cumrun Vafa hanno dimostrato che la tecnica delle D-brane può essere usata per conteggiare i microstati quantici associati alle classiche configurazioni dei buchi neri. Il primo più semplice caso esplorato sono stati i buchi neri carichi estremi statici in 5 dimensioni. Strominger e Vafa hanno documentato che per grandi valori delle cariche l'entropia {\displaystyle S(N)=\ln N}, dove {\displaystyle N} equivale al numero degli stati quantici in cui si può trovare il sistema, in accordo con le previsioni di Bekenstein-Hawking (1/4 dell'area dell'orizzonte degli eventi).
Questo risultato è stato generalizzato ai buchi neri quadridimensionali così come a quelli vicini all'estremità (e correttamente irradiati) o rotanti, cosa che è un notevole successo. Non è ancora stato provato alcun fallimento della meccanica quantistica riguardo ai buchi neri.

## Relazioni tra superstringhe e supergravità
Le cinque teorie di superstringa conosciute sono tutte consistenti; questa consistenza è il primo indizio che permette di pensare che esse siano anche in qualche modo legate l'una all'altra. Come i loro stessi nomi suggeriscono, alcune di loro sono chiaramente in relazione. Per esempio, il tipo IIA e il tipo IIB sono connessi da ciò che è conosciuto come T-dualità: questo significa che la descrizione matematica di un cerchio di raggio {\displaystyle R} nella teoria IIA corrisponde a quella di un cerchio di raggio {\displaystyle 1/R} nella teoria IIB. Questo è sicuramente un risultato di grande peso sia perché è definito attraverso un approccio quantistico, sia perché si può costruire ogni tipo di spazio semplicemente accoppiando tra loro dei cerchi in vari modi, con il risultato che ciò che è descritto in una teoria è esattamente equivalente anche nell'altra. Quindi si può passare con molta facilità da una teoria all'altra.
Lo stesso tipo di ragionamento può essere applicato alle due teorie eterotiche, anch'esse relazionate dalla T-dualità: così, sempre partendo dall'esempio del cerchio, al raggio {\displaystyle R} della teoria SO(32) corrisponde come prima il raggio {\displaystyle 1/R} della teoria E8×E8. A questo punto, applicate le trasformazioni, è come se ci fossero solo tre superstringhe: il tipo I, il tipo II e l'eterotica.
Ora entra in gioco la seconda dualità. È proprio la S-dualità che unisce la superstringa di tipo I con la teoria eterotica SO(32): infatti, particelle debolmente interagenti nel tipo I eguagliano particelle con interazioni di grande intensità nella teoria SO(32). In questo caso, il legame è più sottile, in quanto così si possono solo identificare i limiti delle rispettive teorie. Ci sono prove molto convincenti per poter sostenere che le due teorie siano di fatto le stesse, tuttavia queste non soddisfano totalmente i rigorosi criteri di coerenza matematici, che del resto sono indispensabili in una teoria come questa. Ma al di là di questo è comunque chiaro che le teorie siano legate in qualche modo. Perciò ora ci sono solo due superstringhe: quella che viene qui definita per brevità eterotica (ma che in realtà comprende anche il tipo I) e il tipo II.
L'unificazione di queste ultime è il passo più problematico: deve infatti essere compiuto un ragionamento molto particolare.

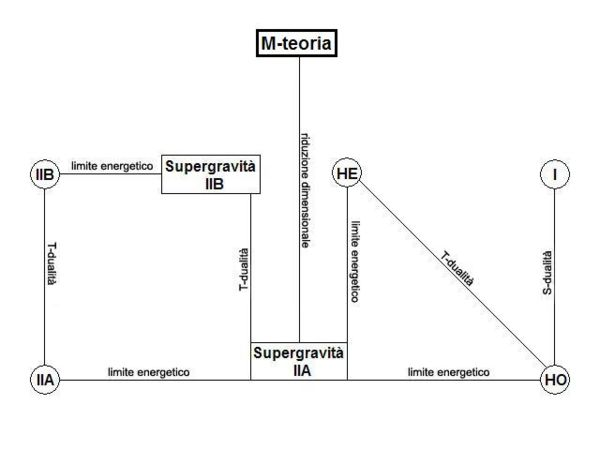
Situazione della M-teoria in rapporto alle altre 5 teorie delle stringhe e alla supergravità, secondo il tipo di dualità

1. La teoria rappresenta le stringhe come oggetti estremamente piccoli e difficili da "vedere".
2. La teoria quantistica adatta a descrivere i limiti energetici inferiori considera, piuttosto che le stringhe, particelle che si muovono nello spazio-tempo: è ciò che è conosciuto come teoria quantistica dei campi.
3. Poiché le stringhe comprendono anche l'interazione gravitazionale, è lecito aspettarsi che per basse energie esse corrispondano alle comuni particelle, che però si muovono in un campo gravitazionale.
4. La teoria delle stringhe gode di supersimmetria, la quale perciò dovrebbe apparire nelle approssimazioni delle descrizioni teoriche di stati a bassa energia.

Questi indizi fanno pensare che il corrispettivo della teoria delle superstringhe nelle approssimazioni a bassa energia sia una teoria della supergravità. È su questo genere di teorie che si sposta il problema. A questo proposito, per quanto riguarda 10 dimensioni esistono solo due teorie di supergravità, denominate, non a caso, tipo IIA e tipo IIB. Infatti alla teoria di superstringa IIA corrisponde, come limite energetico inferiore, la supergravità IIA e similarmente la stringa IIB si sviluppa nella supergravità IIB. Il fatto poi che le due teorie eterotiche possano essere ridotte ai due tipi II, proprio nel limite energetico inferiore già più volte citato, sembra fornire l'evidenza della possibilità di connessione tra le teorie.
Ma è con l'ausilio della topologia che si è potuto rinforzare questo, in apparenza debole, legame. Edward Witten, nel 1995, ipotizzò che la supergravità di tipo IIA, corrispondente alle superstringhe eterotiche SO(32) e E8×E8 e alla superstringa tipo IIA, avrebbe potuto essere ottenuta attraverso riduzioni dimensionali da un'unica teoria della supergravità in undici dimensioni. Ovvero se si studia la supergravità in uno spazio-tempo 11-dimensionale, si ottiene la supergravità tipo IIA, la quale attraverso la T-dualità può essere trasformata nella IIB. Ad ogni modo la supergravità 11-dimensionale non è di per se stessa consistente: ad esempio fornisce risultati paradossali ad alte energie, perciò richiede qualche forma di completamento. Sembra accettabile, allora, l'esistenza di qualche teoria quantistica, che lo stesso Witten ha chiamato appunto M-teoria, in 11 dimensioni e che per basse energie dà gli stessi risultati della supergravità 11-dimensionale; essa deve essere relazionata attraverso riduzioni dimensionali ad una teoria di stringa in 10 dimensioni. Eseguendo queste operazioni su un cerchio si riproduce la superstringa tipo IIA, mentre applicandole ad un segmento si ricade nel caso della superstringa eterotica SO(32).

## Big Bang
Sebbene non ancora completa e al contrario di molte altre ipotesi formulate sulla formazione dell'universo che sono ex nihilo, la M-teoria presuppone che l'universo osservabile sia formato da solo quattro, delle undici dimensioni esistenti, che si siano espanse a dispetto delle altre; si ipotizza, in particolare, che il Big Bang non sia altro che una collisione di brane che abbia sviluppato sufficiente energia per formare questo universo, che in questo modo si troverebbe su una 3-brana. Così come è possibile l'esistenza di universi situati su altre brane vicine a quella dell'universo osservabile, in cui potrebbero anche esistere leggi fisiche diverse da quelle abituali, come diverso potrebbe essere il loro numero di dimensioni. La loro presenza sarebbe evidenziata attraverso la loro attrazione gravitazionale.